# Sant Climent de Llobregat
Sant Climent de Llobregat (em catalão e oficialmente) ou San Clemente de Llobregat (em castelhano) é um município da Espanha, na comarca de Baix Llobregat, província de Barcelona, comunidade autónoma da Catalunha. Forma parte da Área Metropolitana de Barcelona. Tem 10 km² de área e em 2021 tinha 4 193 habitantes (densidade: 419,3 hab./km²).